# Gruppo d'improvvisazione Nuova Consonanza (album)
Gruppo d'improvvisazione Nuova Consonanza è il quarto album del Gruppo di Improvvisazione Nuova Consonanza, prodotto dalla Generalmusic nel 1973.

## Tracce
Lato A
1. Collage 5
2. Percussione Per Tutti
3. Mirage

Lato B
1. Macroforma